# Shy Away
Singles de Twenty One Pilots
Christmas Saves the Year
(2020) Choker
(2021)
Shy Away est une chanson écrite et enregistrée par le groupe américain Twenty One Pilots. 
Ils la publient le 7 avril 2021, avec Fueled by Ramen. Le morceau est le premier single pour leur nouvel album Scaled and Icy, qui sera finalement la troisième piste de l'album. Le clip est enregistré par Miles Cable et AJ Favicchio.

## Description

Tyler Joseph a écrit cette chanson pour son petit frère. Pendant qu'il enregistrait la chanson, sa fille a fait un bruit mais il l'a gardé dans la version finale.